# Subgulina exigua
Subgulina exigua är en insektsart som först beskrevs av Luppova 1987.  Subgulina exigua ingår i släktet Subgulina och familjen myrlejonsländor. Inga underarter finns listade i Catalogue of Life.